# Церква Різдва Богородиці (Яворів)
Це́рква Різдва́ Богоро́диці — пам'ятка української народної дерев'яної архітектури в місті Яворів (Львівська область).
Церква розташована в історичному Малому передмісті Яворова у північній частині міста. Пам'ятка вирізняється монументальністю, вишуканістю форм і пропорцій.
Конфесійна приналежність храму — община УГКЦ.

## З історії храму
Перша історична згадка про місто Яворів датована 1376р., ймовірно, вже тоді у місті існувала церква. Проте історичні джерела занотовують лише будову яворівської церкви Різдва Пресвятої Богородиці у другій половині XVI ст., яка без сумніву була побудована уже тоді, коли її попередниці були знищені.Є згадки про будування церкви в 1568 р. на Великому Передмісті, а вже згодом у 1572 р. на Малому Передмісті. Та з певністю можна сказати, що церква була збудована у 1588 р., коли король СИгізмунд ІІІ надав дозвіл на будування української церкви в місті. .  
У 1672 р. права храму були підтверджені Яном ІІІ Собєським, який надає попівство при церкві Різдва Пресвятої Богородиці Ігнатію Подлуському, забраючи парафію від дяка Стефана Загавича-Нетреби.  
У 1823 р. церкву Різдва Пресвятої Блгородиці відвідав перемиський єпископ Іван Снігурський. 
У 1939 році церкву розширено завдяки добудовоі до нави бокових рамен, внаслідок чого вона стала хрещатою (проект Євгена Нагірного). 
По ІІ Світовій війні церква стояла зачиненою від 1960 до 1989 року, і використовувалася на склад під зерно. Вже 1989 року церкві повернуто її статус культової споруди.

## Парохи церкви
Протягом 1828-1836 років парохом церкви Різдва Пресвятої Богородиці був отець Антін Петрасевич, а далі - Григорій Караскевич.
В 1851-1865 роках парохом був Айталь Фединкевич, який помер у 1903 р.
Впродовж 1876-1879 років - Антін Волос.
З 1908 року по 1918 рік священиком в церкві був Омелян Крайчик, що народився в селі Нагачеві. Відомо, що він брав активну участь у діяльності товариста "Просвіта", обирався до його керівних органів.
Отець Микола Кушпіт був парохом протягом 1926 - 1938 років, уродженець Жовківщини.
З 10 липня 1990 р. очолює парафію отець Степан Кобасяр.

## Опис
Церква Різдва Богородиці є невеликою за розмірами (навіть після розширення в 1939 році її розміри склали 14,8 х 14,3 м). Храм орієнтований у напрямку північний схід — південний захід.
Будівля оточена по периметру широким піддашшям.  
Поруч із церквою розташована дерев'яна двоярусна дзвіниця з великою арочною галереєю на другому ярусі, що нагадує оборонні башти XVII—XVIII ст. Її розміри — 4,3 х 4,3 м.
У церкві зберігся чотириярусний різьблений іконостас 1671 року, щоправда, повністю перемальований.

## Світлини

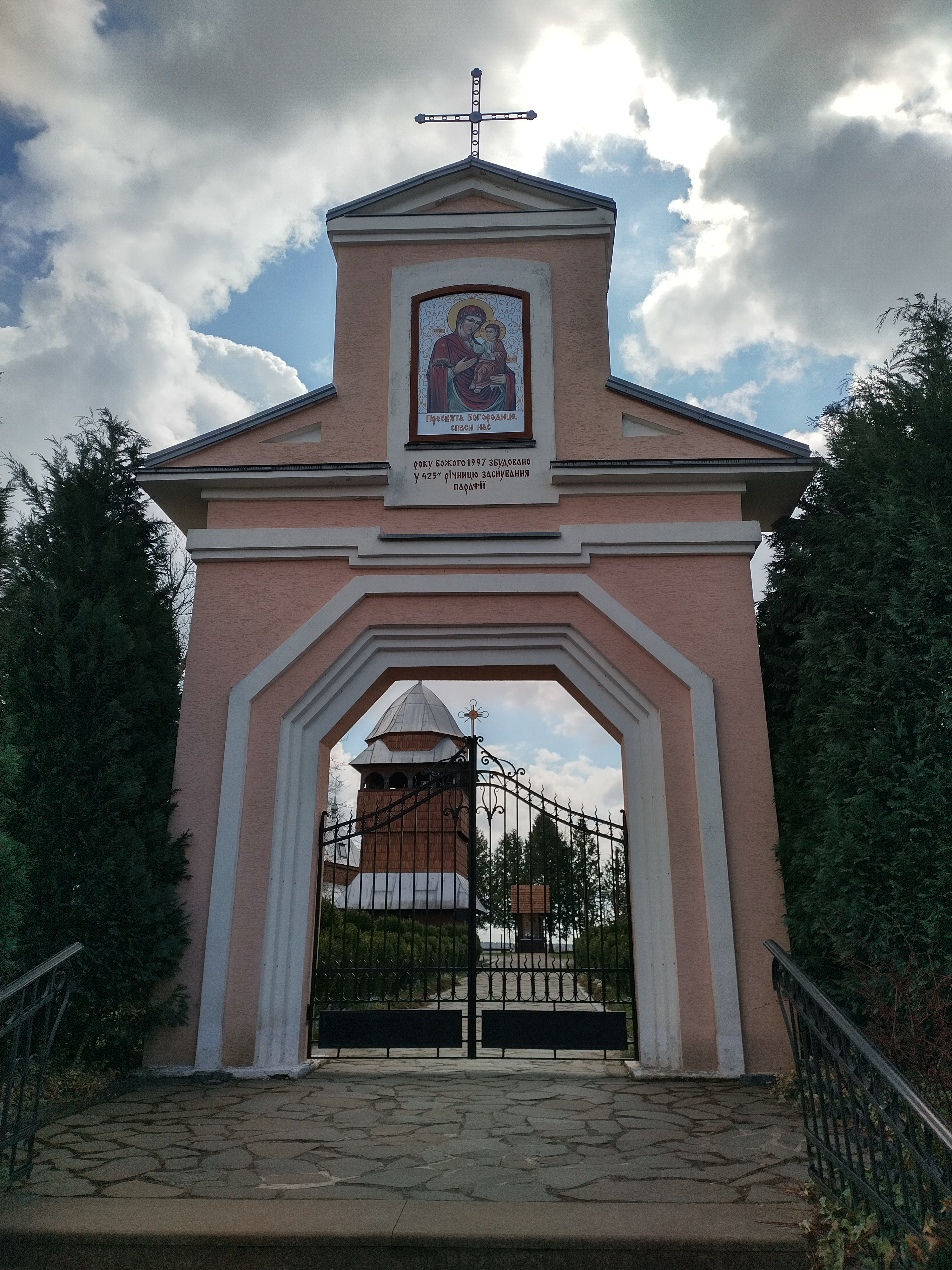
Вхідна брама
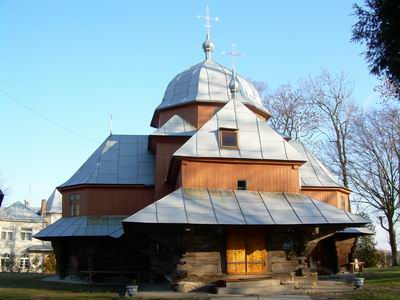
Головний фасад
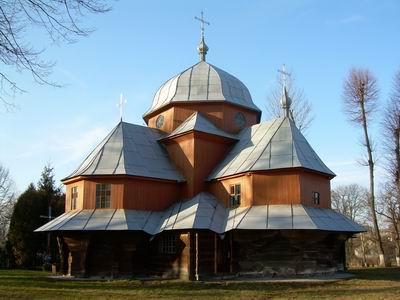
Загальний вид (ракурс)
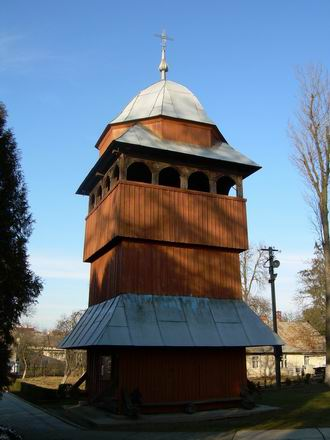
Дерев'яна дзвіниця